# Ebebin
Ebebin (* in Kamerun; † Juni 1974 bei Ludwigsburg) war ein Westlicher Gorilla, der nach dem Ausbruch aus seinem Käfig zwei Personen verletzte und dann von der Polizei erschossen wurde.

## Geschichte
Der Besitzer des Gorillas brachte ihn um 1966 aus Kamerun mit. Er hielt ihn zusammen mit einem Gorillaweibchen, vier Schimpansen und einigen weiteren Affen in einem Vorort von Ludwigsburg. Das Gorillapaar und die vier Schimpansen lebten in einem recht geräumigen Außenkäfig, während sich die Innenkäfige in einem ehemaligen Hühnerstall befanden. Die Tiere waren für die Öffentlichkeit gegen ein Eintrittsgeld zugänglich.
Während der ersten Ortsbesichtigung wurden dem Eigentümer viele Auflagen zur Verbesserung der Sicherheit gemacht, weitere Auflagen folgten. Als folgenreich erwies sich zuletzt, dass der kräftige Maschendrahtzaun nur mit einem dünnen Bindedraht an den Eisenrohrträgern befestigt war.
Im Juni 1974 brach der noch junge, erwachsene Ebebin aus dem Gehege aus. Da sein Besitzer unterwegs war, um Obst für die Affen einzukaufen, kam der Gorilla auf ein benachbartes Betriebsgelände, wo unter den dort arbeitenden Personen Panik ausbrach. Er verfolgte einen fliehenden Mann und biss ihn erheblich, ebenso einen zu Hilfe eilenden Kollegen, ein dritter erlitt einen schweren Schock.
Da der Besitzer nicht aufzufinden war, wurde der Gorilla von der Polizei mit einem Maschinengewehr erschossen. Bis 1978 war Ebebins Präparat ein Teil der naturhistorischen Sammlung im Spendhaus in Reutlingen.